# Mavrocordatowie
Mavrocordat (gr. Μαυροκορδάτος) – ród Greków fanariockich, z którego wywodzili się hospodarowie Mołdawii i Wołoszczyzny w XVIII wieku.
Ród wywodził się od kupców z wyspy Chios. Pierwszym jego przedstawicielem, który osiągnął duże znaczenie w państwach rumuńskich był Aleksander Mavrocordat (zm. 1709), który choć sam nie panował, był wysokim dostojnikiem na dworze sułtańskim (jednym z autorów pokoju w Karłowicach, 1699). Pierwszym mężem jego matki był jeden z ostatnich hospodarów z wołoskiej dynastii Basarabów (Aleksander Dziecię) i mimo że Aleksander nie pochodził z tego związku, był związany z Rumunią i dążył do uzyskania tronu wołoskiego. Udało się to jego synom, którzy zapoczątkowali w historii Rumunii epokę hospodarów fanariockich - wywodzących się z greckiej dzielnicy Konstantynopola (Stambułu) Fanar, otaczających się Grekami, mianowanych przez sułtana w zamian za stosowną opłatę (co powodowało bardzo częste zmiany na tronie). Mavrocordatowie właściwie zdominowali politykę rumuńską w pierwszej połowie XVIII w., najwybitniejszymi władcami tego okresu byli Mikołaj Mavrocordat (1709–1730 z przerwami, syn Aleksandra) oraz Konstantyn Mavrocordat (w latach 1730–1769 dziesięciokrotnie zasiadający na tronach księstw rumuńskich, syn Mikołaja).
Literatura:
- I. Czamańska, Mavrocordat (Maurocordatos) [w:] Słownik dynastii Europy, red. J. Dobosz, M. Seweryński, Poznań 1999, s. 258-259.
- J. Demel, Historia Rumunii, Wrocław 1970.